# Раяниеми, Ханну
Ханну Раяниеми (фин. Hannu Rajaniemi; род. 9 марта 1978, Юливиеска, Оулу) — финский писатель

-фантаст и математик.

## Биография
Учился в университете Оулу, продолжил обучение в Кембриджском университете. Отслужил в Силах Обороны Финляндии в качестве научного исследователя. Получил степень PhD по математической физике в Эдинбургском университете. Более 10 лет жил в Эдинбурге (Шотландия), потом переехал в Сан-Франциско (США). Пишет на финском и английском языках.

## Премии и номинации
- 2011 Еврокон — Science Fiction & Fantasy Translation Awards, победитель в номинации «короткая форма» за перевод с финского на английский собственного рассказа «Elegy for a Young Elk»[3].
- 2011 Премия «Локус» за лучший научно-фантастический роман (номинация за роман «Квантовый вор»)
- 2011 Мемориальная премия Джона В. Кэмпбелла (третье место за «Квантовый вор»)
- 2012 финская премия «Блуждающая звезда» (Tähtivaeltaja), победитель (лучшая фантастическая книга на финском языке — за «Квантовый вор»)
- 2013 Мемориальная премия Джона В. Кэмпбелла (номинация за роман «Фрактальный принц»)